# Mort per PowerPoint

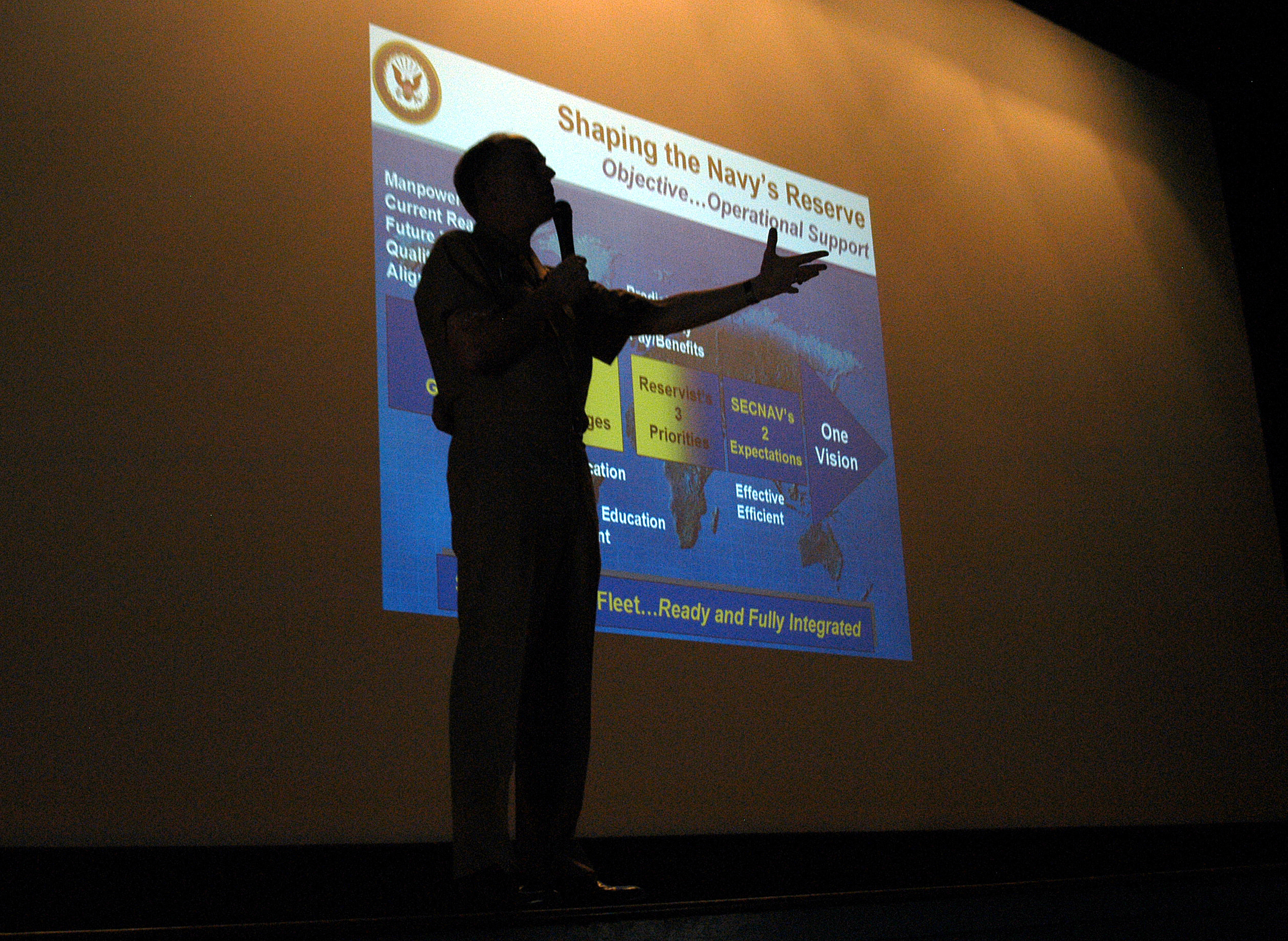
Una presentació de Power Point.

«Mort per PowerPoint» és una expressió aplicada a les presentacions basades en diapositives que indueixen a l'avorriment i la fatiga a causa de la sobrecàrrega d'informació. Encara que el terme inclou només PowerPoint, aquest fenomen no és exclusiu del programari de Microsoft: qualsevol programa per crear presentacions permet als usuaris emplenar diapositiva rere diapositiva de text i vinyetes («bullet-points» en anglès), la qual cosa comporta a aquesta sobrecàrrega d'informació esmentada anteriorment.
La frase va ser creada per Ángela R. Garber. Altres autors han criticat PowerPoint a causa dels seus efectes sobre la comunicació, com Edward Tufte (2006) i Kalyuga et al. (1991). Wright (2009) suggereix que PowerPoint és una eina molt convenient per a oradors amb escassa capacitat, ja que redueix els missatges complicats a simples vinyetes i permet que l'estil domini sobre el contingut. A causa d'aquests factors, és una eina molt popular.
Una altra frase equivalent és «Enverinament per PowerPoint», creat per Scott Adams, l'autor de Dilbert.